# Paulasquama callis
Paulasquama callis is een straalvinnige vissensoort uit de familie van de harnasmeervallen (Loricariidae). De wetenschappelijke naam van het geslacht en van de soort is voor het eerst geldig gepubliceerd in 2011 door Armbruster & Taphorn.
De soort werd aangetroffen in het noordwesten van Guyana in de rivier Waruma, een zijrivier van de Mazaruni.